# The Songs of Jim Weatherly
The Songs of Jim Weatherly es el cuarto álbum de estudio del músico estadounidense Jim Weatherly. Fue publicado en septiembre de 1974 a través de Buddah Records.

## Grabación y contenido
Las sesiones de grabación del álbum tuvieron lugar en Hollywood Sound Recorders, un estudio ubicado en Hollywood, California. Weatherly, quien había encontrado notoriedad como compositor con canciones como «Neither One of Us (Wants to Be the First to Say Goodbye)» y «Midnight Train to Georgia», tuvo su sencillo de mayor éxito hasta la fecha con «The Need to Be». El sencillo se convirtió en un éxito comercial en las listas de easy listening y pop de Estados Unidos y Canadá. El álbum fue producido por el ex cantante de rockabilly Jimmy Bowen. Nick DeCaro añadió arreglos de cuerdas a muchas de las pistas. The Songs of Jim Weatherly contenía diez canciones. Todos las pistas fueron escritas por el propio Weatherly. La portada del álbum presentaba una fotografía del músico, tomada por Suzanne Ayers, en un fondo color negro diseñado por Tom Wilkes Productions, Inc.

## Recepción de la crítica
Un escritor no especificado de Record World comentó: “Sus letras son conmovedoras y contundentes, mientras baladea a través de los ritmos, brindando placer de escucha en abundancia”. Un escritor no especificado de Cash Box declaró: “La voz lúgubre de Weatherly es muy frágil aquí, solo un lado de un colapso total y lleno de lágrimas... Nick DeCaro arregló el álbum, proporcionando las cuerdas acariciantes que complementan los estados de ánimo perfectos y contemplativos”.

## Lista de canciones
Todas las canciones escritas y compuestas por Jim Weatherly.
Lado uno
1. «California Memory» – 2:51
2. «My First Day Without Her» – 3:54
3. «Living Every Man's Dream» – 3:11
4. «Like Old Times Again» – 2:49
5. «Roses and Love Songs» – 3:16

Lado dos
1. «I'll Still Love You» – 3:11
2. «Where Do I Put Her Memory» – 4:31
3. «Coming Apart» – 2:43
4. «The Need to Be» – 3:55
5. «You Are a Song» – 3:11

## Créditos y personal
Créditos adaptados desde las notas de álbum de The Songs of Jim Weatherly.
Personal técnico
- Jimmy Bowen – productor
- John Guess – ingeniero de audio, mezclas
- James Gallon – ingeniero de audio
- Nick DeCaro – arreglos
- Suzanne Ayers – fotografía
- Tom Wilkes Productions, Inc. – diseño

## Posicionamiento
| Gráfica (1974)                            | Pico de posición |
| ----------------------------------------- | ---------------- |
| Canadá (RPM Top Albums)                   | 94               |
| Estados Unidos (Billboard Top LPs & Tape) | 94               |